# Carl Heinrich von Große
Carl Heinrich von Große (* 24. Dezember 1674 in Altenhain; † 17. Februar 1745 in Roitzsch) war ein königlich-polnischer und kurfürstlich-sächsischer Generalmajor bei der Kavallerie sowie Rittergutsbesitzer.

## Leben
Er stammte aus dem obersächsisch-meißnischen Adelsgeschlecht Große und war der dritte Sohn des Junkers Ulrich Große (* 25. April 1614 in Altenhain; † 29. Mai 1686 ebenda), Rittergutsbesitzer in Altenhain im Erbamt Grimma. Der Regimentsquartiermeister und spätere Premierleutnant Hans Friedrich Große (gefallen 1701 in Polen) sowie Ulrich von Große (* 4. März 1666 in Altenhain; † 6. Juni 1734 in Roitzsch) waren seine Brüder.
Wie viele Adlige der damaligen Zeit schlug er eine Militärlaufbahn ein und stieg in der Kursächsischen Armee bis zum Generalmajor auf. Als solcher stand er im Dienst Augusts des Starken, der gleichzeitig König von Polen war.
Am 19. Juli 1741 erwarb er von Freiherrn Theodor August von Hohenthal dessen Rittergut Roitzsch im Amt Torgau für 34.285 Meißnische Gulden. Gleichzeitig veräußerte er das vorher von ihm besessene Familienstammgut Altenhain.
Große starb auf dem Rittergut Roitzsch und hinterließ die beiden Söhne Rittmeister Carl Ulrich Wilhelm von Große (* 12. Februar 1722 in Merseburg) und Kammerjunker Heinrich Carl August von Große (* 19. Oktober 1704). Ersterer übernahm 1750 vertraglich das Gut Roitzsch. Er musste das verschuldete väterliche Gut jedoch 1751 öffentlich und meistbietend versteigern lassen und lebte später in Prettin. Das Gut Roitzsch erwarb der preußische Fähndrich Adolph Heinrich Christian von Brenckenhoff.
Carl Heinrich Großes mit dem Rittergut Roitzsch mitbelehnter Neffe Hans Friedrich von Große, geboren 1700, starb am 9. Juli 1749 als Leutnant bei den Kreistruppen (3. Kreisregiment) und hinterließ aus der Ehe mit Helena Dorothea Amalia geborene von Langenau in Seigersdorf den einzigen Sohn Carl Heinrich Gottlob von Große (* 21. Januar 1743 in Grimma; † 21. Oktober 1760 in Dresden).